# ادم (ویرجینیای غربی)
ادم، غرب ویرجینیا (به انگلیسی: Adam, West Virginia) در ایالات متحده آمریکا است که در ویرجینیای غربی واقع شده‌است.

## خصوصیات
ادم ۲۱۲٫۱۴ متر بالاتر از سطح دریا واقع شده‌است.